# Sidcup
Sidcup est un district du borough londonien de Bexley situé à 18 kilomètres de Charing Cross. Sidcup jouxte Greenwich et Bromley. Sidcup trouve son origine dans un hameau sur la route de Londres à Maidstone. D'après l'historien Edward Hasted (1732-1812), « Thomas de Sedcopp était le propriétaire du domaine en date de la trente-cinquième année du règne du roi Henry VI », c'est-dire vers 1450.

## Personnalités de la ville
- Ciara Watling (1992-), footballeuse internationale nord-irlandaise, y est née.
- Robert Knox (1989-2008), acteur anglais, y a été tué lors d'une rixe.
- Charles Noakes (1997- ), athlète paralympique français, médaille d'or de para-badminton aux Jeux de Paris 2024, né dans cette ville.